# Mario Magnozzi
Mario Magnozzi (né le 20 mars 1902 à Livourne, Toscane - mort le 25 juin 1971) est un footballeur italien.

## Biographie
Attaquant de Livourne puis du AC Milan dans les années 1920-1930, Magnozzi a marqué 13 buts en 29 sélections en équipe d'Italie entre 1924 et 1932. 
Il a disputé deux fois les Jeux olympiques avec la Nazionale, en 1924 et 1928. En 1928, aux Jeux d'Amsterdam il marque à 4 reprises et l'Italie décroche une médaille de bronze.
Il est ensuite devenu entraîneur à Livourne et au Milan.